# Aviel Zargari
Aviel Yosef Zargari (in ebraico אביאל יוסף זרגרי‎?; Gerusalemme, 11 dicembre 2002) è un calciatore israeliano, centrocampista del Maccabi Haifa.

## Caratteristiche tecniche
È un mediano.

## Carriera

### Club
Cresciuto nel settore giovanile del Beitar Gerusalemme, debutta in prima squadra il 22 dicembre 2019 in occasione del match di Coppa d'Israele vinto 5-0 contro l'Hapoel Rishon LeZion.

### Nazionale
Ha giocato nelle nazionali giovanili israeliane Under-17 ed Under-19.
Nel 2021 ha giocato 2 partite con la nazionale maggiore israeliana.

## Statistiche
Statistiche aggiornate al 4 giugno 2021.

### Presenze e reti nei club
| Stagione        | Squadra            | Campionato      | Campionato | Campionato | Coppe nazionali | Coppe nazionali | Coppe nazionali | Coppe continentali | Coppe continentali | Coppe continentali | Altre coppe | Altre coppe | Altre coppe | Totale | Totale | Totale |
| Stagione        | Squadra            | Comp            | Pres       | Reti       | Comp            | Pres            | Reti            | Comp               | Pres               | Reti               | Comp        | Pres        | Reti        | Pres   | Reti   |        |
| --------------- | ------------------ | --------------- | ---------- | ---------- | --------------- | --------------- | --------------- | ------------------ | ------------------ | ------------------ | ----------- | ----------- | ----------- | ------ | ------ | ------ |
| 2019-2020       | Beitar Gerusalemme | LHA             | 4          | 0          | CI+TC           | 2+0             | 0               |                    | -                  | -                  |             | -           | -           | 6      | 0      |        |
| 2020-2021       | Beitar Gerusalemme | LHA             | 24         | 0          | CI+TC           | 2+1             | 0               | UEL                | 0                  | 0                  |             | -           | -           | 27     | 0      |        |
| Totale carriera | Totale carriera    | Totale carriera | 28         | 0          |                 | 5               | 0               |                    | 0                  | 0                  |             | -           | -           | 33     | 0      |        |

## Palmarès

### Club

#### Competizioni nazionali
- Coppa Toto Al: 1

Beitar Gerusalemme: 2019-2020